# هيربرت سيمون
ولد هربرت سيمون (بالإنجليزية: Herbert A. Simon)‏ في ميلووكي في 15 يونيو 1916 من رواد علوم الحاسب، وعالم نفس واجتماع

## بداياته
هربرت سيمون كان والده مهندس كهرباء هاجر إلى الولايات المتحدة تاركا ألمانيا في عام 1903 بعد أن حصل على شهادة في الهندسة من أحد جامعات ألمانيا وكان المصمم والمخترع لبعض الأجهزة لمراقبة المعدات الكهربائية وقد حصل سيمون «الأب» على دكتوراه فخرية من جامعة ماركيه في الهندسة.
تلقى سيمون التعليم الابتدائي والثانوي في ميلووكي ثم في مدرسة الأعمال وكان له اهتمام بالبيسبول وكرة القدم ودرس الاقتصاد في ونيفيرستيتي يسكونسن وقد تمكّن من تحقيق قاعدة واسعة من المعرفة في الاقتصاد والعلوم السياسية مع تحقيق مهارات متقدمة في الرياضيات والمنطق الرمزي والإحصاء الرياضي وهناك التقى مع اقتصادي رياضي هو «هنري شولتز» ودرس أيضا مع رودولف كارناب «منطق نيكولاس راشيفسكي» في الرياضيات والفيزياء وتقابل مع هارولد لاسويل وتشارلز ميريام في العلوم السياسية. كما تطرق أيضا إلى دراسة جادة من الدراسات العليا في الفيزياء لتعزيز معرفته بالمهارات الحسابية والتدريب على المعرفة لكنه كان دائم الاهتمام بالفلسفة والفيزياء وله عدة منشورات عن تبسيط الحقائق في الميكانيكا الكلاسيكية.

## مساهماته
تخرج في عام 1936 وفي الفترة من 1939 إلى 1942 عمل مع فريق بحثي في جامعة كاليفورنيا (بيركيلي) بالترتيب مع جامعة شيكاغو وقدم في امتحانات الدكتوراه بحثه عن اتخاذ القرارات الإدارية خلال السنوات الثلاث في بيركلي، وهناك التقى مع يعقوب مارشاك وتجالينغ كوبمان وأيضا كينيث أرو وليو هورويتش ولورانس كلاين وودون باتينكين وأوسكار لانج وميلتون فريدمان وفرانكو موديغلياني في كثير من الندوات ثم في السنة الثانية في التعليم والاقتصاد المكمل ونظرية نيمان بيرسون والإحصائيات وقابل هنري شولتز (من جيرزي نيمان في بيركلي) مع دراسة دقيقة لكيني في النظرية العامة (التي مفهوم النماذج الرياضية التي اقترحها ميد وهيكس وموديغلياني التقنيات الاقتصادية التي أدخلتها فريش كما درس سأمويلسون وشارك مع مارشال وسام شور في دراسة عن الآثار الاقتصادية المحتملة للطاقة الذرية.
وفي الفترة من 1950 إلى 1955 وخلال هذا الوقت عمل على دراسة العلاقات السببية بين الطلب وقدم مع هوكينز دراسة على الشروط النظرية لوجود حل ايجابي في ناقلات المدخلات والمخرجات كذلك «مصفوفات ألبرت أندو» وتأثيرها على نظريات شبه القابلية للتحلل والتجميع في كارنيجي ثم اشترك في مشروعه الجديد «علم الإدارة مع الحواسيب الإلكترونية» مع تشارلز هولت ثم مع فرانكو موديغلياني وجون موث حيث عملوا في تطوير تقنيات البرمجة الديناميكة بين ما يسمى «القرار الخطي للقواعد» لمجموع مراقبة المخزون والإنتاج ثم التكافؤ النظري في ظل ظروف عدم اليقين مع موديغلياني وأضاف بناء كفاءة حسابي الخوارزميات في هذا الوقت نفسه، وقدم دراسة وصفية لاتخاذ القرارات التنظيمية بالتعاون مع هارولد جيمس غيتشكوف ومارس ريتشارد سييرت وغيرهما. وتصور أن الطريق الصحيح لدراسة لحل المشاكل هو المحاكاة مع برامج الحاسوب تدريجيا ومع استمرار وضع النماذج العشوائية. توفي هربارت سيمون في عام 2001.

## دراسة إتّخاذ القرارات
برز اهتمام هربرت سيمون بموضوع اتخاذ القرارات الإدارية من خلال كتاباته في هذا المجال والتي كان بدايتها كتابه «السلوك الإداري» (Administrative behavior) الذي ظهر في عام 1947م، والذي اختار له عنواناً فرعياً هو: «دراسة لعملية اتخاذ القرارات في التنظيم الإداري» (A study of Decision Making processes in administrative organization) فقد أوضح سيمون في كتابه هذا أهمية القرارات في الإدارة. واتخذ من عملية اتخاذ القرارات مدخلاً لدراسة الإدارة، لكون هذه العملية في نظرة مظهراً للسلوك الإنساني في الإدارة.
وفي تحليله للقرار الإداري يرى سيمون أنه يتحلل إلى عنصرين أساسيين هما:
أولاً: عنصر التكلفة:
ويتمثل فيما يتطلبه اتخاذ القرار وتنفيذه من المال والوقت والجهد خلال مرحلة الإعداد وتجميع البيانات والمعلومات وتصنيفها واقتراح البدائل وتقويمها.
ثانياً: نتائج القرار:
وهذا العنصر يتسم بالتعقيد نظراً لارتباطه بالأهداف التي يتوخاها القرار سواء اتخذت هذه الأهداف صورة تحقيق الربح أو صورة خدمات عامة.. وانسجام القرار مع السياسة العامة والخطوط العريضة للمنظمة.
وتناول سيمون بالتحليل صفة الرشد في القرارات، فأوضح أن القرار الإداري لا يكون رشيداً 100% لأنه ليس من الممكن أن تتوافر لدى متخذ القرار كل مقومات الرشد التي تتطلب توافر معرفته بكل الحلول الممكنة ونتائج كل حل والتقويم السليم لكل البدائل والحلول، ومن هنا يرى سيمون أن على المدير أن يكتفي بالحلول المقبولة بدلاً من الحلول المثالية، لأن قدرة الإنسان ليست قدرة نهائية، وإنما هي قدرة محدودة لا تستطيع إلا أداء أشياء قليلة في وقت واحد، فالإنسان لا يستطيع التعامل إلا مع جزء قليل من المعلومات المختزنة في ذاكرته أو الموجودة في بيئته.
ويفرق سيمون بين القرار الهادف وغير الهادف، والقرار الرشيد وغير الرشيد، والقرار المبرمج وغير المبرمج، فالقرار الهادف هو الذي يرتبط بالهدف النهائي، والقرار غير الهادف هو الذي لا يؤدي لتحقيق الهدف النهائي أو يرتبط به. والقرار الرشيد () هو القرار الذي يعود لاختيار بدائل تؤدي لتحيق الهدف النهائي، والقرار غير الرشيد هو القرار العفوي الذي لا يساعد على الوصول للغاية المرجوة. والقرار المبرمج هو القرار الذي يخضع لحسابات وخطط دقيقة، ويتبع جداول زمنية محددة ومقننة، أما القرار غير المبرمج، فهو يتطلب قدراً كبيراً من الابتكار، وتختلف أساليب معالجة القرار غير المبرمج عن القرار المبرمج.
هذا ويعتبر هيربرت سيمون من الرواد الأوائل الذين تنبهوا إلى استخدام الآلات الحاسبة وأثر الاختراعات التقنية في ميادين الإدارة، وذلك لأن قدرتها على تخزين المعلومات والمفاضلة بين البدائل المختلفة تفوق قدرة الأفراد العاديين. كما أنه كان للفكر الإداري الذي تزعمه هربرت سيمون أثره في التأكيد على أهمية القرارات في الإدارة، بل واتخاذه من عملية اتخاذ القرارات مدخلاً لدراستها لكونها مظهراً للسلوك الإنساني في الإدارة.

## روابط خارجية
- هيربرت سيمون على موقع الموسوعة البريطانية (الإنجليزية)
- هيربرت سيمون على موقع مونزينجر (الألمانية)
- هيربرت سيمون على موقع إن إن دي بي (الإنجليزية)